# Köping–Uttersberg–Riddarhyttans Järnväg

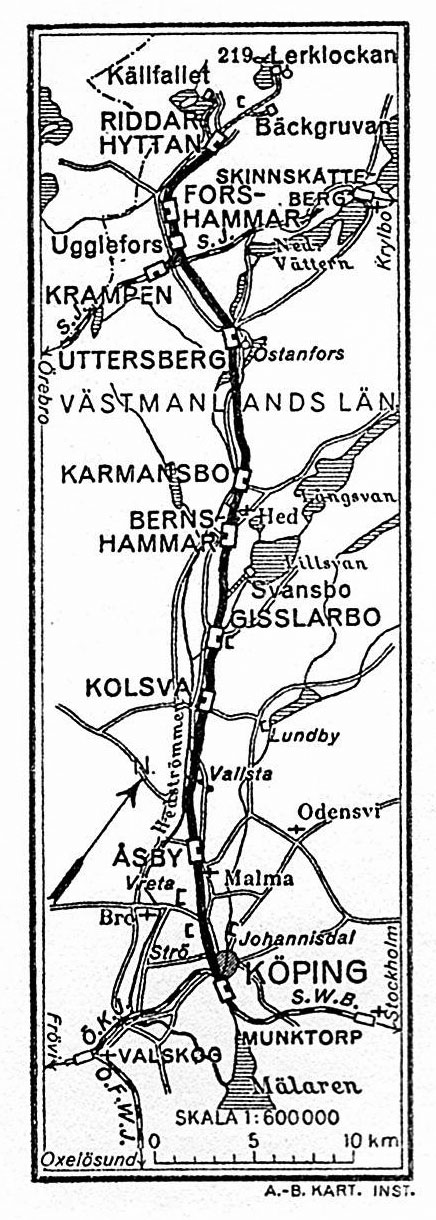
Köping-Uttersberg-Riddarhyttans-Järnväg-(KURJ)

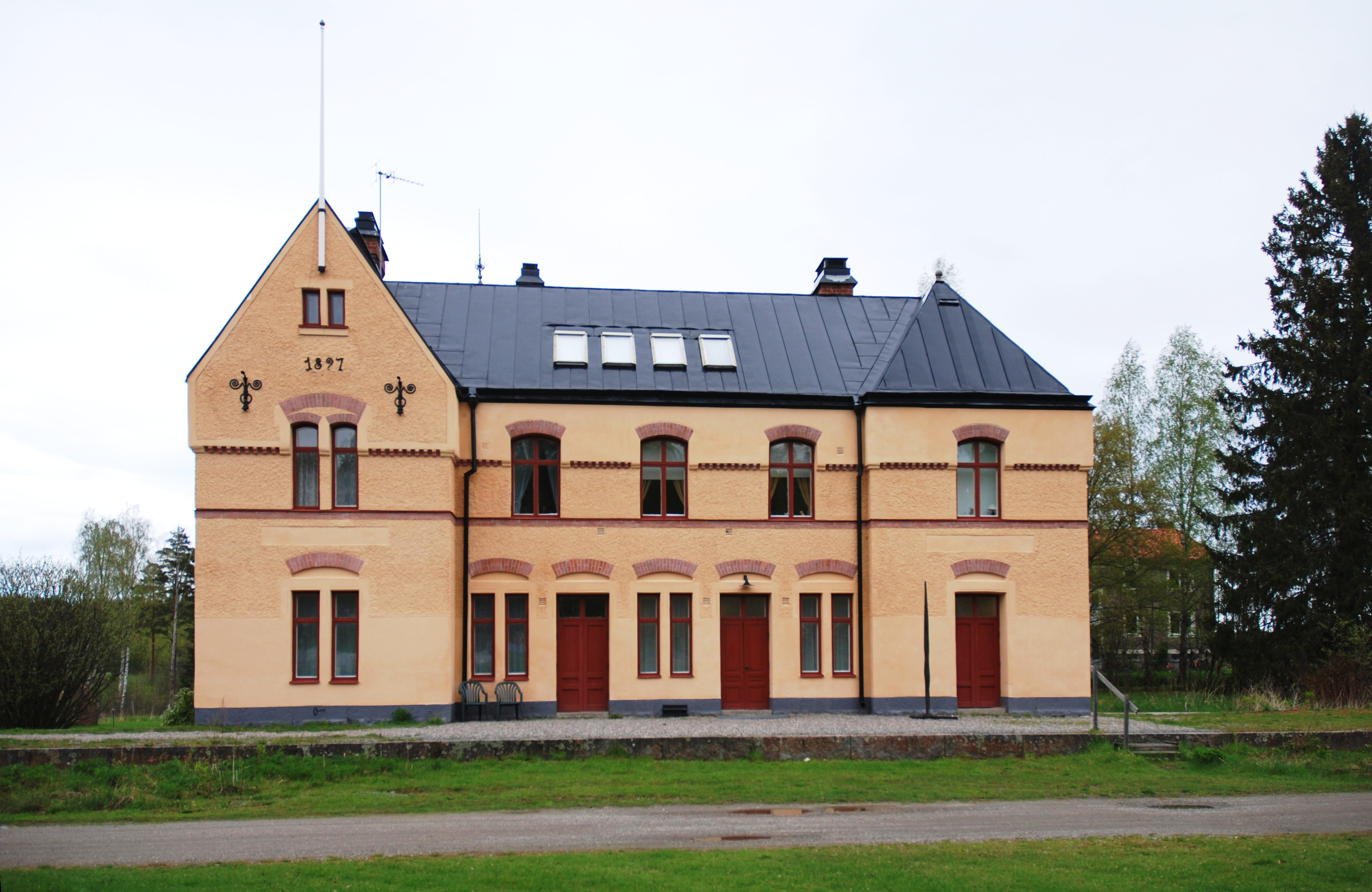
Uttersbergs järnvägsstation 2009

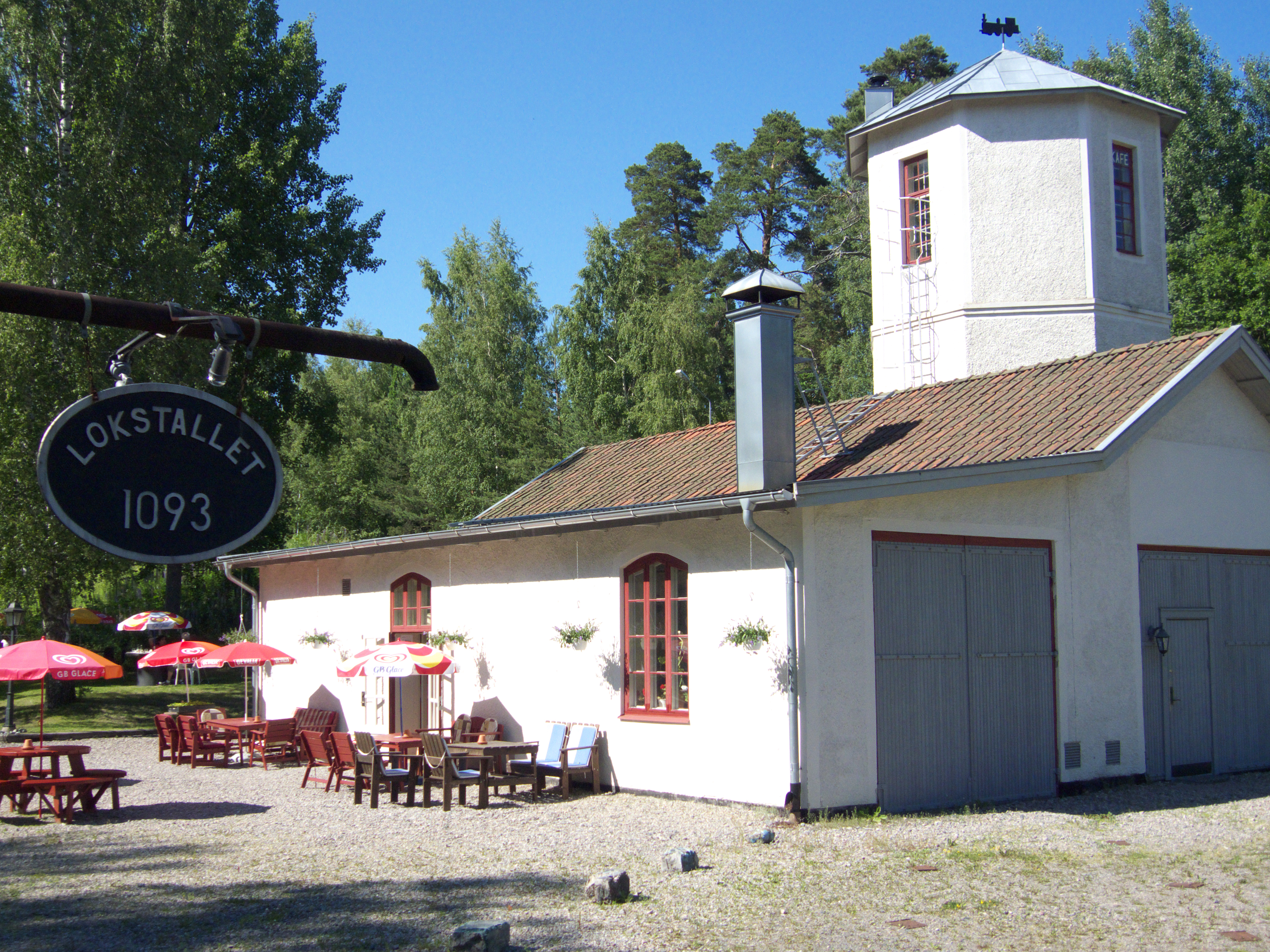
Lokstallet i Riddarhyttan 2009

Köping-Uttersberg-Riddarhyttans Järnväg, (KURJ), var en smalspårig järnvägslinje mellan Köping, Uttersberg och Riddarhyttan. Järnvägen bildades 1911 när Köping–Uttersbergs Järnvägsaktiebolag (KUJ) köpte Uttersberg–Riddarhyttans Järnväg (URJ) och den sammanslagna fick nytt namn.

## Historia
Järnvägen var unik då den hade den mycket speciella spårvidden 1093 mm. Detta var en spårvidd som inte lär ha funnits någon annanstans i världen, utom på den lilla industribanan i Lisjö, Surahammars kommun. Spårvidden 1093 mm tillkom genom ett misstag: Köping-Uttersbergs Järnväg byggdes ursprungligen med spårvidden 3 1/2 engelska fot 1067 mm. Järnvägsbolaget beställde lok från Munktells Mekaniska Verkstad med spårvidden 3,59 svenska fot 1066 mm.  Munktell ville ha spårvidden bekräftad. Sannolikt mättes spåret på fel sätt och det angavs att det skulle vara 3,59 engelska fot 1094 mm. Detta innebar att tre lok levererades med spårvidden 1093 mm istället för 1067 mm. Att bygga om loken var dyrare än att bygga om några kilometer av banan och de 40 vagnar som hade levererats med spårvidden 1066 mm till 1093 mm.

### Köping–Uttersbergs Järnväg
Det första försöket att bygga en järnväg mellan Köping och Uttersberg för att knyta samman de många bruken längs Hedströmmens dalgång och hamnen i Köping startade 1856 för en normalspårig järnväg. Aktierna i aktiebolaget som bildades blev fulltecknade men statsutskottet avslog låneansökan. Idén återupptogs 1862 när Köping-Uttersbergs Järnvägsaktiebolag konstituerades men för en smalspårig bana i samma sträckning med en bibana till sjön Lillsvan för båtfrakt till Färna bruk. Koncessionen för järnvägen erhölls i oktober 1863 och byggdes under ledning av Erik Sandell. Redan i december 1864 började provisorisk trafik till Kolsva och på resten av banan sommaren 1865. Järnvägen med bibanan till Svansbo från Kejsartorp öppnades för allmän trafik den 1 juni 1866. Kostnaden var 955 000 kronor och bolaget fick ett statslån på 500 000 kronor.
Som en del av industriinvesteringarna i Östanfors 1874 byggdes ett 600 meter långt sidospår från järnvägen. 
I Köping slutade banan på västra sidan av Köpingsån vid Köpings hamn. Där låg även Köpings första järnvägsstation. Den byggnaden finns fortfarande kvar. Det nuvarande lokstallet ligger i anslutning till den järnvägsstationen. Anslutningen längs Arboga–Köpings Järnväg som hade öppnats 1867 till Köping station byggdes 1874 som förberedelse för öppnandet av Stockholm-Västerås-Bergslagens Järnvägar 1875.Senare förlängdes banan till Karmansbo hytta som byggdes 1897 vid järnvägen, ca 500 m från stationsbyggnaden.

### Uttersberg–Riddarhyttans Järnväg
Området kring Riddarhyttan hyste många järngruvor och Riddarhytte AB beslutade att bygga Uttersberg-Riddarhyttans Järnväg (URJ) i egen regi. Koncession beviljades 1879 och järnvägen öppnades för allmän trafik den 1 augusti 1880 med byggkostnaden på 274 600 kronor. Bolaget köpte ett lok och 20 godsvagnar men för trafikeringen träffade bolaget ett avtal med Köping-Uttersbergs Järnväg. 
När Stambanan Krylbo–Mjölby byggdes sökte bolaget en koncession för ett två kilometer långt bispår till Krampens station från Uggelfors. Det nya spåret öppnades den 1 april 1901. Ett tre kilometer långt bispår byggdes 1902 från Riddarhyttan till Källhyttan.  
Köping-Uttersbergs Järnvägsaktiebolag köpte Uttersberg-Riddarhyttans Järnväg 1911 och därmed bildades Köping-Uttersberg-Riddarhyttans Järnväg. 

### Köping–Uttersberg–Riddarhyttans Järnväg
Efter en tids förhandlingar köpte Köping-Uttersbergs Järnvägsaktiebolag den 1 januari 1911 Uttersberg-Riddarhyttans Järnväg från Riddarhytte AB. Samtidigt ändrades namnet på järnvägen till Köping-Uttersberg-Riddarhyttans Järnväg. Ett bispår på totalt sex kilometer byggdes från Riddarhyttan station till Lerklockan (Persgruvan) med ett avvikande spår till Bäckgruvan. För allmän trafik på bispåret och det tidigare spåret till Källhyttan fick bolaget koncession 1915. 
Kohlswa Jernverks AB hade inte spåranslutning till järnvägen förrän 1938 när ett två kilometer långt stickspår byggdes från Guttsta. Det fanns sedan 1874 en rutschbana mellan stationen och jernverket.
Norrköpings stad tog över aktiemajoriteten i järnvägsbolaget 1916 och i sin tur sålde de aktierna till Köpings stad  1931 men bolaget ändrade aldrig namnet från Köping-Uttersbergs Järnvägsaktiebolag.

### Fordon
De flesta fordon som användes i trafiken ägdes av Köping-Uttersbergs Järnväg.

#### Ånglok
De första tre ångloken tillverkades av Munktells Mekaniska Verkstad och levererades 1864 och 1865. Lok nummer 4 tillverkat av Kristinehamns Mekaniska Werkstad köptes 1873 begagnat från Christinehamn–Sjöändans Järnväg som byggdes om till normalspår av Östra Värmlands Järnväg. Loket byggdes om från 1099 mm till 1093 mm.
Nydqvist & Holm AB tillverkade lok 5 - 7 mellan 1879 och 1894. Lok 5 ägdes av Uttersberg-Riddarhyttans Järnväg fram till 1895. Från Kristinehamns Mekaniska Werkstad köptes 1902 lok nummer 8 och lok 9 - 12 från Helsingborgs Mekaniska Verkstad mellan 1911 och 1915. 
Loken nummer 1 och 2 såldes 1938 till Kohlswa Jernverk i samband med att bispåret byggdes och lok 7 såldes också till jernverket 1958. All lok utom nummer 7 är skrotade.

#### Vagnar
Vid Köping-Uttersbergs Järnväg fanns 223 godsvagnar och 19 personvagnar och vid Uttersberg-Riddarhyttans Järnväg 30 godsvagnar 1910 året innan bolagen slogs samman. 

### Statens Järnvägar
Den 25 januari 1952 köptes Köping-Uttersberg-Riddarhyttans Järnväg från Köpings stad av Svenska staten genom Statens Järnvägar för 638 000 kronor. Statens järnvägar tog över driften den 1 juli 1952. 
När Statens Järnvägar tog över trafiken infördes överföringsvagnar mellan Köping och Kohlswa Jernverk.
Statens Järnvägar fortsatte att använda ångloken men i början på 1960-talet ställdes dessa av och Statens Järnvägar byggde om sju Z4p till Z4tu genom att ändra spårvidden. 

### Nedläggning
Persontrafiken upphörde den 1 september 1952 efter att Statens Järnvägar hade tagit över.
Nedläggningarna av godstrafiken hade startat med bispåren mellan Kejsartorp och Svansbo 1937 följt av spåret till Lerklockan 1941. Nästa nedläggning var den 1 juli 1966 när Statens Järnvägar upphörde med trafiken mellan Guttsta och Riddarhyttan och på kvarvarande bibanorna från Riddarhyttan till Bäckegruvan och Källfallet. Trafiken mellan Riddarhyttan och Krampen fortsatte eftersom Riddarhytte AB arrenderade järnvägen mellan Riddarhyttan och Krampen från 1966 till 1969, men det sista godståget på sträckan gick 1968. Godstrafiken mellan Köping och Kohlswa Jernverks AB upphörde den 1 juli 1968. 
Spåret till Köpings station revs 1954 efter att persontrafiken hade upphört men trafiken till hamnen fortsatte. De andra sträckorna revs inom något år efter nerläggningarna och det sista kvarvarande spåret mellan Krampen och Riddarhyttan revs 1971.

## Nutid
Ett ånglok, nummer 7 Patric Reuterswärd, en Z4tu och två personvagnar finns bevarat hos museiföreningen KUJ museiförening. Den första personvagnen finns på Sveriges järnvägsmuseum i Gävle.
En stor del av den gamla järnvägen är nu cykelbana. Närmare Riddarhyttan används banvallen för vandringsleden Geologislingan som beskriver inlandsisens påtagliga påverkan i området.